# Marconihallen

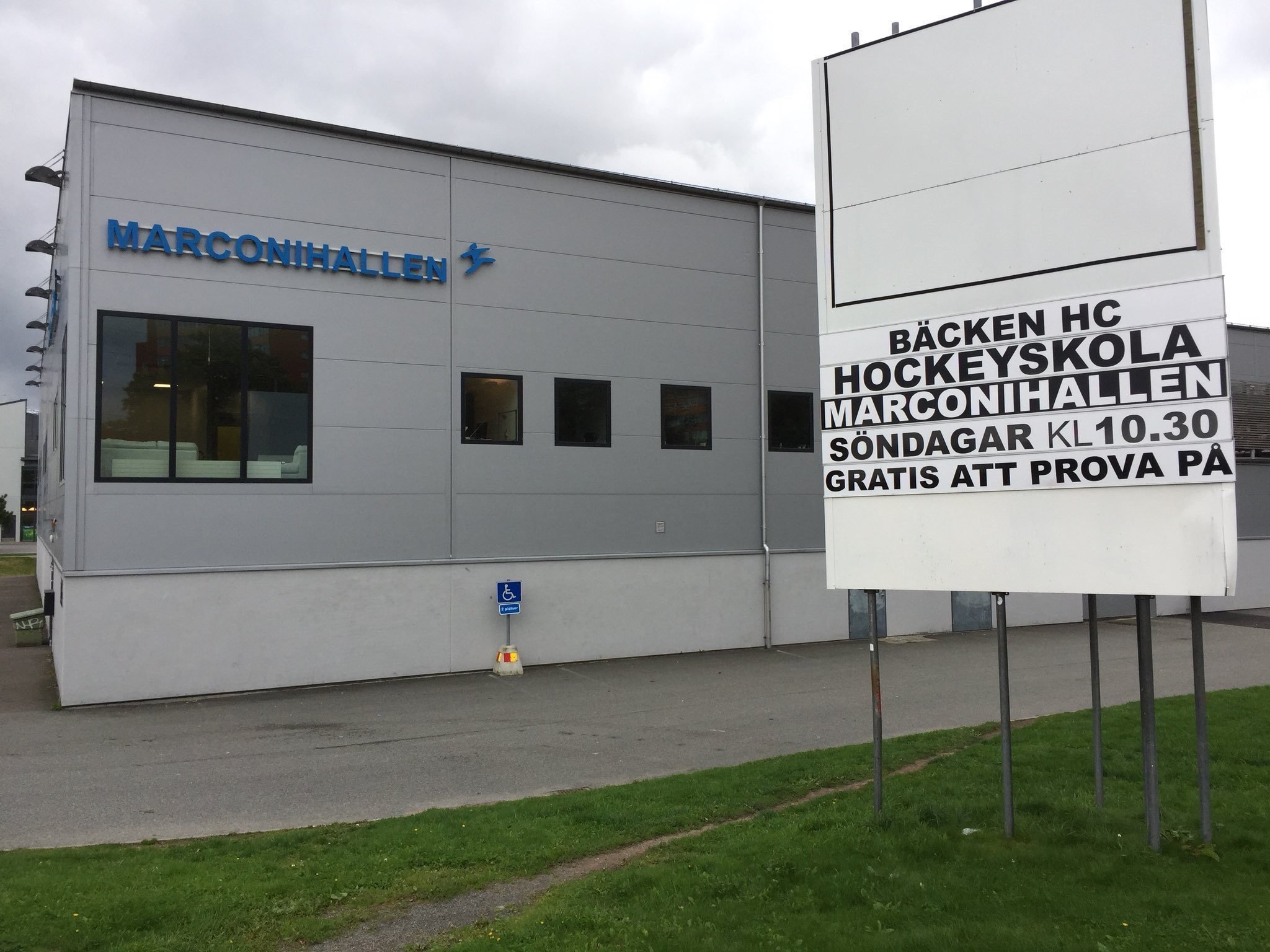
Marconihallen, september 2017.

Marconihallen är en ishall belägen i Frölunda i Göteborg. Hallen är hemmaarena för ishockeylaget Bäcken HC samt tränings och tävlingsarena för flera konståkningsklubbar.
Ishallen ägs av Göteborgs kommun och invigdes i september 2011. Byggkostnaden var 38,5 miljoner kronor och bekostades av Frölunda HC som kompensation för Frölundas övertagande av den upprustade Frölundaborg som tidigare nyttjades av konståkare, allmänhet och mindre hockeyklubbar. Ishallens kapacitet är cirka 500 åskådare där det finns ståplatser för både borta och hemmaklacken. Hallen har is i stort sett året runt. Det finns även ett café som drivs av Bäcken HC och konståkningsklubbarna.